# Pedro Reis
Pedro Miguel Reis Franco (ur. 8 lutego 1985) – portugalski piłkarz, napastnik, zawodnik UE Santa Coloma.